# James Wisniewski
James Joseph Wisniewski (* 21. Februar 1984 in Canton, Michigan) ist ein ehemaliger US-amerikanischer Eishockeyspieler, der im Verlauf seiner aktiven Karriere zwischen 200 und 2018 unter anderem 576 Spiele für die Chicago Blackhawks, Anaheim Ducks, New York Islanders, Canadiens de Montréal, Columbus Blue Jackets und Carolina Hurricanes in der National Hockey League auf der Position des Verteidigers bestritten hat. Wisniewski, der mit der Nationalmannschaft der Vereinigten Staaten an den Olympischen Winterspielen 2018, teilnahm, feierte seinen größten Karriereerfolge im Juniorenbereich mit dem Gewinn der Weltmeistertitel im U18- und U20-Bereich.

## Karriere
Wisniewski begann seine Karriere 2000 in der kanadischen Juniorenliga Ontario Hockey League bei den Plymouth Whalers. Dort gehörte er bereits in seiner ersten Saison zu den besten Verteidigern im Team. So erzielte er in 72 Spielen, die er absolvierte, 42 Scorerpunkte. Diese Punkteausbeute konnte er in den folgenden Jahren kontinuierlich steigern. Somit zog er das Interesse einiger NHL-Scouts auf sich. Schließlich waren es die Verantwortlichen der Chicago Blackhawks, die ihn während des NHL Entry Draft 2002 in der vierten Runde an insgesamt 156. Position auswählten. Der Rechtsschütze blieb daraufhin noch zwei Jahre bei den Plymouth Whalers, ehe er im Sommer 2004 in die American Hockey League zu den Norfolk Admirals, dem Farmteam der Chicago Blackhawks, wechselte. Sein letztes Jahr in der OHL war zugleich sein bestes. In den 59 Partien, in denen er zum Einsatz kam, erzielte er 80 Punkte.
Sein erstes Jahr in der AHL verlief für ihn sportlich gesehen positiv. Bei den Admirals zeigte er konstant gute Leistungen, was sich auch in seinen Statistiken widerspiegelte. Schließlich erkannten auch die Blackhawks sein Talent und nominierten ihn während der Saison 2005/06 erstmals in den Kader des NHL-Teams. Wisniewski absolvierte zunächst 19 Spiele. Nach weiteren zehn Einsätzen in der AHL bei den Admirals, konnte er sich in der Spielzeit 2006/07 in der NHL durchsetzen und gehörte fortan zum Stammkader der Chicago Blackhawks.

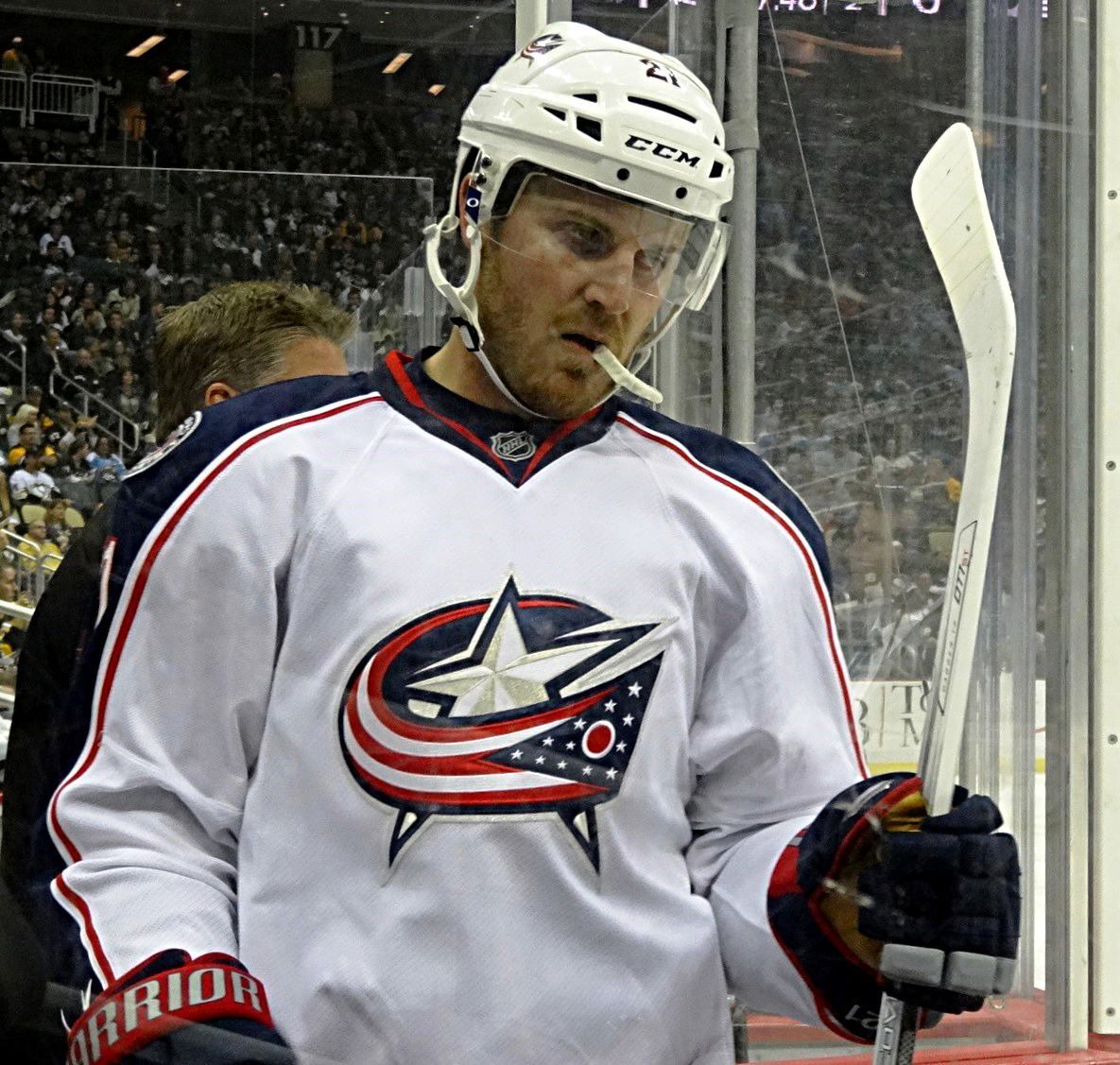
Wisniewski im Trikot der Columbus Blue Jackets

In der Saison 2009/10 spielte er für die Anaheim Ducks, bevor er im Ende Juli 2010 an die New York Islanders abgegeben wurde. Am 28. Dezember 2010 transferierten ihn die New York Islanders für zwei Draft-Picks zu den Montréal Canadiens. Am 29. Juni 2011 transferierten die Habs Wisniewskis Transferrechte – zwei Tage bevor er zum Free Agent geworden wäre – im Austausch für ein Siebtrunden-Wahlrecht im NHL Entry Draft 2012 zu den Columbus Blue Jackets. Kurz vor Beginn der Free-Agent-Periode einigte sich Wisniewski am 1. Juli 2011 auf einen Kontrakt für sechs Jahre mit den Blue Jackets.
Im März 2015 gaben ihn die Blue Jackets samt einem Drittrunden-Wahlrecht im NHL Entry Draft 2015 an die Anaheim Ducks ab und erhielten im Gegenzug René Bourque, William Karlsson sowie ein Zweitrunden-Wahlrecht im gleichen Draft. Bei den Ducks erzielte er bis zum Saisonende in 13 Spielen keine Tore, jedoch fünf Assists.
Am 27. Juni 2015 gaben ihn die Anaheim Ducks dann für den Torhüter Anton Khudobin an die Carolina Hurricanes ab. Im ersten Saisonspiel mit den Hurricanes zog sich Wisniewski einen Kreuzbandriss im linken Knie zu, aufgrund dessen er für den Rest der Spielzeit ausfiel. Im Juni 2016 kauften die Hurricanes ihn aus seinem verbleibenden Vertragsjahr heraus (buy-out), sodass er sich fortan auf der Suche nach einem neuen Arbeitgeber befand. Im August 2016 wurde er zunächst von den Tampa Bay Lightning ins Trainingscamp eingeladen, erhielt dort jedoch keinen festen Vertrag, sodass er in der Folge erstmals Nordamerika verließ und sich Admiral Wladiwostok aus der Kontinentalen Hockey-Liga anschloss. Er verließ Wladiwostok im Dezember 2016. Im selben Monat wurde er vom HC Lugano für die Dauer des Spengler Cups verpflichtet, wo er mit dem NLA-Klub das Endspiel erreichte und in All-Star-Team des Turniers berufen wurde. Ende Januar 2017 erhielt er einen Vertrag bei den Chicago Wolves aus der American Hockey League (AHL). Im Oktober 2017 gaben die Kassel Huskies aus der DEL2 die Verpflichtung des Routiniers bekannt.

### International
2008 stand James Wisniewski erstmals im Kader der US-amerikanischen Nationalmannschaft, mit der er im gleichen Jahr an der Weltmeisterschaft in Kanada teilnahm. Dort scheiterte er mit dem Team USA im Viertelfinale mit einer 2:3-Niederlage gegen Finnland. Im Juniorenbereich hatte er mit der US-Auswahl bereits an den Junioren-Weltmeisterschaften der Jahre 2003 und 2004 teilgenommen. Nach einem vierten Platz im Jahr 2003 errang das Team um Wisniewski im folgenden Jahr durch einen knappen 4:3-Sieg über den Erzrivalen Kanada die Goldmedaille.
Mit der A-Nationalmannschaft der USA nahm Wisniewski an der Weltmeisterschaft 2008 sowie an den Olympischen Winterspielen 2018 teil, bei denen die Mannschaft, die ohne NHL-Spieler antrat, den siebten Platz belegte.

## Erfolge und Auszeichnungen
| - 2001 OHL First All-Rookie-Team - 2002 Teilnahme am CHL Top Prospects Game - 2004 Max Kaminsky Trophy - 2004 OHL First All-Star-Team | - 2004 CHL Defenseman of the Year - 2004 CHL First All-Star-Team - 2016 Spengler Cup All-Star-Team - 2018 DEL2-Verteidiger des Jahres |

### International

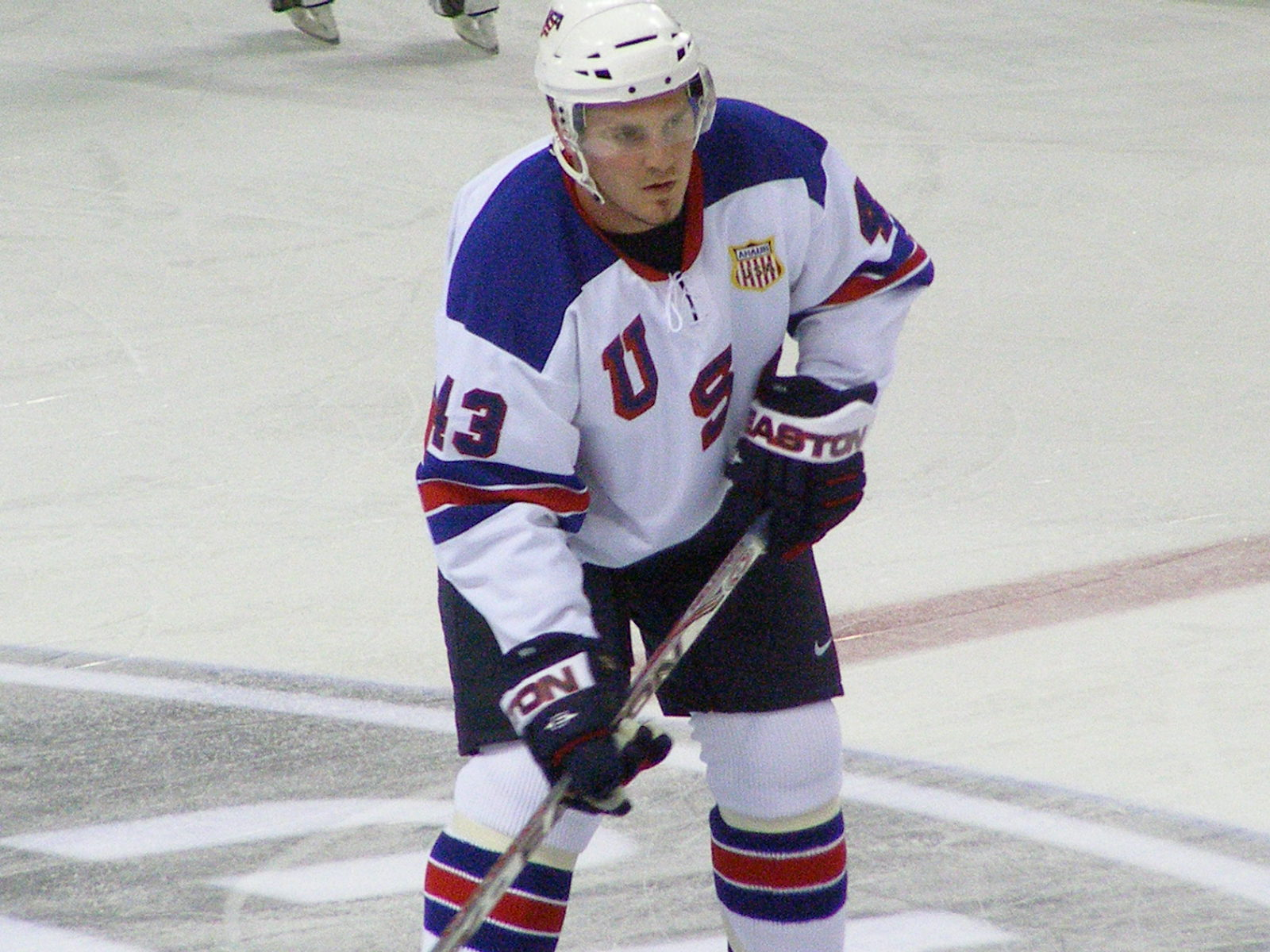
Wisniewski bei der Weltmeisterschaft 2008

- 2002 Goldmedaille bei der U18-Junioren-Weltmeisterschaft
- 2004 Goldmedaille bei der U20-Junioren-Weltmeisterschaft

## Karrierestatistik

### International
Vertrat die USA bei:
| - U18-Junioren-Weltmeisterschaft 2002 - U20-Junioren-Weltmeisterschaft 2003 - U20-Junioren-Weltmeisterschaft 2004 | - Weltmeisterschaft 2008 - Olympischen Winterspielen 2018 |

(Legende zur Spielerstatistik: Sp oder GP = absolvierte Spiele; T oder G = erzielte Tore; V oder A = erzielte Assists; Pkt oder Pts = erzielte Scorerpunkte; SM oder PIM = erhaltene Strafminuten; +/− = Plus/Minus-Bilanz; PP = erzielte Überzahltore; SH = erzielte Unterzahltore; GW = erzielte Siegtore; 1 Play-downs/Relegation; Kursiv: Statistik nicht vollständig)